# Teodozjusz I (prawosławny patriarcha Antiochii)
Teodozjusz I – chalcedoński patriarcha Antiochii w latach 852–860.